# Thomas Gravesen
Thomas Gravesen (Vejle, 11 marzo 1976) è un ex calciatore danese, di ruolo centrocampista.
È comparso nel film Goal II - Vivere un sogno.

## Caratteristiche tecniche
Di ruolo centrocampista, aveva grande personalità (che talvolta sfociava in interventi e gesti molto irruenti) oltre a essere un mediano di rottura e sacrificio.
Dotato di ottima tecnica individuale e visione di gioco abbinate ad un'aggressività fuori dal comune ne facevano un centrocampista in grado di essere molto utile sia in fase difensiva che nelle ripartenze di gioco.
Il suo gesto distintivo era la Gravesinha: in pratica lui fintava di intervenire sul pallone in scivolata lasciandolo quindi scorrere per poi superare l'avversario.

## Carriera

### Club

#### Gli esordi e i primi campionati all'estero
Cresce giocando nelle giovanili del club della sua città, il Vejle Boldklub. Inizia la propria carriera professionistica nel 1995 nella Superliga danese. Nel Vejle viene impiegato come libero o come mediano, e nel campionato 1996-1997 raggiunge il secondo posto con la propria squadra. Nell'estate del 1997 si trasferisce poi in Germania all'Amburgo.
Nell'Amburgo diventa presto titolare, disputando 94 partite in tre stagioni e segnando anche 6 reti, giocando come mediano. Dopo il campionato europeo del 2000 si trasferisce in Inghilterra all'Everton.

#### Real Madrid
All'inizio della stagione di Premier League 2004-2005 Gravesen, nell'Everton, gioca come centrocampista avanzato. Anche a causa della scadenza di contratto prevista per l'estate del 2005 che lo avrebbe fatto andare via a parametro zero, viene ceduto al Real Madrid il 14 gennaio 2005 per una cifra pari a 2,5 milioni di sterline.
A Madrid sembra poter colmare il buco nel ruolo di centrocampista difensivo, in una posizione diversa rispetto a quella ricoperta nella sua squadra precedente. Nelle prime partite gioca bene, segnando anche in una delle sue partite, nella vittoria per 4-0 contro l'Espanyol. Finito fra le riserve, con l'arrivo dell'allenatore Juan Ramón López Caro ricomincia a giocare regolarmente nella formazione schierata con un 4-1-4-1 dal nuovo tecnico. A maggio 2006 si ritrova nuovamente fuori dalla formazione titolare, scatenando così nuovamente l'interesse degli altri club.
Nell'agosto del 2006 si scatena una piccola rissa durante un allenamento del Real Madrid, dopo una violenta scivolata fatta da Gravesen sul compagno di squadra Robinho, che reagisce colpendo il danese e Fabio Capello, recentemente approdato alla guida dei Galacticos, dichiara in un'intervista di non gradire il suo comportamento, nonostante la sua indiscussa utilità tattica.

#### Celtic
Il 28 agosto Gravesen sostiene le visite mediche al Celtic Park di Glasgow, mentre due giorni dopo firma un contratto di tre anni con il Celtic Glasgow, che acquista il suo cartellino per 3 milioni di euro. Prima della conferma ufficiale circolarono delle false voci che davano ad intendere che il giocatore non avesse superato le visite mediche e che avesse invece firmato per il Newcastle.
Il 15 settembre 2006 annuncia la sua decisione di concludere la sua carriera con la Nazionale danese, dicendo di volersi dedicare, da quel momento in poi, solo a giocare per il Celtic.
Segna il suo primo gol per la sua nuova squadra contro i rivali cittadini del Glasgow Rangers il 23 settembre 2006. Ha poi occasione di segnare la prima tripletta della sua carriera nella partita vinta per 3-1 contro il St. Mirren il 12 novembre 2006.
All'inizio della stagione 2007-2008 è tornato di nuovo in Inghilterra, in prestito per giocare nell'Everton. Al termine del prestito è tornato al Celtic, rescindendo il contratto.
Il 27 gennaio 2009 ha annunciato il ritiro.

### Nazionale
Nel periodo di militanza nell'Amburgo debutta con la Nazionale danese, il 19 agosto 1998 in un'amichevole persa per 0-1 contro la Repubblica Ceca a Praga. Gravesen viene poi convocato per gli Europei del 2000 dal commissario tecnico Bo Johansson, nonostante che quest'ultimo non lo ritenesse abbastanza "stabile psicologicamente".
Durante gli anni passati all'Everton, il nuovo allenatore della selezione danese Morten Olsen fa di Gravesen uno dei giocatori inamovibili della sua formazione titolare nei Mondiali del 2002 e negli Europei del 2004. La sua prestazione nella partita di qualificazione ai Mondiali 2002 contro l'Islanda, durante la quale segna due reti in una complessiva vittoria per 6-0, desta l'interesse del pugile Mike Tyson, che gli chiede la maglietta e che, una volta ottenuta, tiene addosso durante la sua permanenza in Danimarca.
Disputa tutti e quattro gli incontri della nazionale danese ai mondiali nippo-coreani, dove tra l'altro assieme al suo compagno di reparto Stig Tøfting alimenta la sua fama di bullo, in seguito ad una foto che li mostra fare uno scherzo a Jesper Grønkjær durante un allenamento. Agli europei di due anni dopo salta la prima partita contro l'Italia a causa di una squalifica rimediata nell'ultima partita delle qualificazioni, mentre scende in campo regolarmente nelle altre tre partite disputate dalla propria Nazionale.
Ha giocato in tutto 66 partite con la sua Nazionale segnando 5 gol, dal suo debutto nell'agosto 1998 al ritiro dalla Nazionale nel settembre 2006.

## Statistiche

### Cronologia presenze e reti in nazionale
| Cronologia completa delle presenze e delle reti in nazionale ― Danimarca | Cronologia completa delle presenze e delle reti in nazionale ― Danimarca | Cronologia completa delle presenze e delle reti in nazionale ― Danimarca | Cronologia completa delle presenze e delle reti in nazionale ― Danimarca | Cronologia completa delle presenze e delle reti in nazionale ― Danimarca | Cronologia completa delle presenze e delle reti in nazionale ― Danimarca | Cronologia completa delle presenze e delle reti in nazionale ― Danimarca | Cronologia completa delle presenze e delle reti in nazionale ― Danimarca |
| Data                                                                     | Città                                                                    | In casa                                                                  | Risultato                                                                | Ospiti                                                                   | Competizione                                                             | Reti                                                                     | Note                                                                     |
| ------------------------------------------------------------------------ | ------------------------------------------------------------------------ | ------------------------------------------------------------------------ | ------------------------------------------------------------------------ | ------------------------------------------------------------------------ | ------------------------------------------------------------------------ | ------------------------------------------------------------------------ | ------------------------------------------------------------------------ |
| 19-8-1998                                                                | Praga                                                                    | Rep. Ceca                                                                | 1 – 0                                                                    | Danimarca                                                                | Amichevole                                                               | -                                                                        | 23’ 58’                                                                  |
| 5-9-1998                                                                 | Minsk                                                                    | Bielorussia                                                              | 0 – 0                                                                    | Danimarca                                                                | Qual. Euro 2000                                                          | -                                                                        | 67’                                                                      |
| 10-10-1998                                                               | Copenaghen                                                               | Danimarca                                                                | 1 – 2                                                                    | Galles                                                                   | Qual. Euro 2000                                                          | -                                                                        | 76’                                                                      |
| 10-2-1999                                                                | Spalato                                                                  | Croazia                                                                  | 0 – 1                                                                    | Danimarca                                                                | Amichevole                                                               | -                                                                        | 55’                                                                      |
| 28-4-1999                                                                | Copenaghen                                                               | Danimarca                                                                | 1 – 1                                                                    | Sudafrica                                                                | Amichevole                                                               | -                                                                        | 78’                                                                      |
| 3-6-2000                                                                 | Copenaghen                                                               | Danimarca                                                                | 2 – 2                                                                    | Belgio                                                                   | Amichevole                                                               | -                                                                        | 46’                                                                      |
| 11-6-2000                                                                | Bruges                                                                   | Francia                                                                  | 3 – 0                                                                    | Danimarca                                                                | Euro 2000 - 1º turno                                                     | -                                                                        | 72’                                                                      |
| 16-6-2000                                                                | Rotterdam                                                                | Danimarca                                                                | 0 – 3                                                                    | Paesi Bassi                                                              | Euro 2000 - 1º turno                                                     | -                                                                        |                                                                          |
| 16-8-2000                                                                | Tórshavn                                                                 | Fær Øer                                                                  | 0 – 2                                                                    | Danimarca                                                                | Amichevole                                                               | -                                                                        | 70’                                                                      |
| 2-9-2000                                                                 | Reykjavík                                                                | Islanda                                                                  | 1 – 2                                                                    | Danimarca                                                                | Qual. Mondiali 2002                                                      | -                                                                        |                                                                          |
| 7-10-2000                                                                | Belfast                                                                  | Irlanda del Nord                                                         | 1 – 1                                                                    | Danimarca                                                                | Qual. Mondiali 2002                                                      | -                                                                        |                                                                          |
| 11-10-2000                                                               | Copenaghen                                                               | Danimarca                                                                | 1 – 1                                                                    | Bulgaria                                                                 | Qual. Mondiali 2002                                                      | -                                                                        | 70’                                                                      |
| 15-11-2000                                                               | Copenaghen                                                               | Danimarca                                                                | 2 – 1                                                                    | Germania                                                                 | Amichevole                                                               | -                                                                        |                                                                          |
| 24-3-2001                                                                | Ta' Qali                                                                 | Malta                                                                    | 0 – 5                                                                    | Danimarca                                                                | Qual. Mondiali 2002                                                      | -                                                                        | 60’                                                                      |
| 28-3-2001                                                                | Praga                                                                    | Rep. Ceca                                                                | 0 – 0                                                                    | Danimarca                                                                | Qual. Mondiali 2002                                                      | -                                                                        | 62’                                                                      |
| 6-6-2001                                                                 | Copenaghen                                                               | Danimarca                                                                | 2 – 1                                                                    | Malta                                                                    | Qual. Mondiali 2002                                                      | -                                                                        |                                                                          |
| 15-8-2001                                                                | Nantes                                                                   | Francia                                                                  | 1 – 0                                                                    | Danimarca                                                                | Amichevole                                                               | -                                                                        | 46’                                                                      |
| 6-10-2001                                                                | Copenaghen                                                               | Danimarca                                                                | 6 – 0                                                                    | Islanda                                                                  | Qual. Mondiali 2002                                                      | 2                                                                        |                                                                          |
| 10-11-2001                                                               | Copenaghen                                                               | Danimarca                                                                | 1 – 1                                                                    | Paesi Bassi                                                              | Amichevole                                                               | -                                                                        | 46’                                                                      |
| 13-2-2002                                                                | Riad                                                                     | Arabia Saudita                                                           | 0 – 1                                                                    | Paesi Bassi                                                              | Amichevole                                                               | -                                                                        | 37’ 46’                                                                  |
| 17-4-2002                                                                | Copenaghen                                                               | Danimarca                                                                | 3 – 1                                                                    | Israele                                                                  | Amichevole                                                               | -                                                                        | 81’                                                                      |
| 17-5-2002                                                                | Copenaghen                                                               | Danimarca                                                                | 2 – 1                                                                    | Camerun                                                                  | Amichevole                                                               | -                                                                        |                                                                          |
| 26-5-2002                                                                | Wakayama                                                                 | Danimarca                                                                | 2 – 1                                                                    | Tunisia                                                                  | Amichevole                                                               | -                                                                        |                                                                          |
| 1-6-2002                                                                 | Ulsan                                                                    | Uruguay                                                                  | 1 – 2                                                                    | Danimarca                                                                | Mondiali 2002 - 1º turno                                                 | -                                                                        |                                                                          |
| 6-6-2002                                                                 | Taegu                                                                    | Danimarca                                                                | 1 – 1                                                                    | Senegal                                                                  | Mondiali 2002 - 1º turno                                                 | -                                                                        | 62’                                                                      |
| 11-6-2002                                                                | Incheon                                                                  | Danimarca                                                                | 2 – 0                                                                    | Francia                                                                  | Mondiali 2002 - 1º turno                                                 | -                                                                        |                                                                          |
| 15-6-2002                                                                | Niigata                                                                  | Danimarca                                                                | 0 – 3                                                                    | Inghilterra                                                              | Mondiali 2002 - Ottavi di finale                                         | -                                                                        |                                                                          |
| 21-8-2002                                                                | Glasgow                                                                  | Scozia                                                                   | 0 – 1                                                                    | Danimarca                                                                | Amichevole                                                               | -                                                                        | 46’                                                                      |
| 7-9-2002                                                                 | Oslo                                                                     | Norvegia                                                                 | 2 – 2                                                                    | Danimarca                                                                | Qual. Euro 2004                                                          | -                                                                        | 29’                                                                      |
| 12-10-2002                                                               | Copenaghen                                                               | Danimarca                                                                | 2 – 0                                                                    | Lussemburgo                                                              | Qual. Euro 2004                                                          | -                                                                        | 29’                                                                      |
| 20-11-2002                                                               | Copenaghen                                                               | Danimarca                                                                | 2 – 0                                                                    | Polonia                                                                  | Amichevole                                                               | -                                                                        |                                                                          |
| 12-2-2003                                                                | Il Cairo                                                                 | Egitto                                                                   | 1 – 4                                                                    | Danimarca                                                                | Amichevole                                                               | -                                                                        | 73’                                                                      |
| 29-3-2003                                                                | Bucarest                                                                 | Romania                                                                  | 2 – 5                                                                    | Danimarca                                                                | Qual. Euro 2004                                                          | 1                                                                        |                                                                          |
| 2-4-2003                                                                 | Copenaghen                                                               | Danimarca                                                                | 0 – 2                                                                    | Bosnia ed Erzegovina                                                     | Qual. Euro 2004                                                          | -                                                                        |                                                                          |
| 30-4-2003                                                                | Copenaghen                                                               | Danimarca                                                                | 1 – 0                                                                    | Ucraina                                                                  | Amichevole                                                               | 1                                                                        | 76’                                                                      |
| 7-6-2003                                                                 | Copenaghen                                                               | Danimarca                                                                | 1 – 0                                                                    | Norvegia                                                                 | Qual. Euro 2004                                                          | -                                                                        |                                                                          |
| 11-6-2003                                                                | Lussemburgo                                                              | Lussemburgo                                                              | 0 – 2                                                                    | Danimarca                                                                | Qual. Euro 2004                                                          | 1                                                                        | 50’                                                                      |
| 20-8-2003                                                                | Copenaghen                                                               | Danimarca                                                                | 1 – 1                                                                    | Finlandia                                                                | Amichevole                                                               | -                                                                        | 40’                                                                      |
| 10-9-2003                                                                | Copenaghen                                                               | Danimarca                                                                | 2 – 2                                                                    | Romania                                                                  | Qual. Euro 2004                                                          | -                                                                        |                                                                          |
| 11-10-2003                                                               | Sarajevo                                                                 | Bosnia ed Erzegovina                                                     | 1 – 1                                                                    | Danimarca                                                                | Qual. Euro 2004                                                          | -                                                                        | 31’, 90+1’                                                               |
| 16-11-2003                                                               | Manchester                                                               | Inghilterra                                                              | 2 – 3                                                                    | Danimarca                                                                | Amichevole                                                               | -                                                                        |                                                                          |
| 18-2-2004                                                                | Adana                                                                    | Turchia                                                                  | 0 – 1                                                                    | Danimarca                                                                | Amichevole                                                               | -                                                                        |                                                                          |
| 31-3-2004                                                                | Gijón                                                                    | Spagna                                                                   | 2 – 0                                                                    | Danimarca                                                                | Amichevole                                                               | -                                                                        |                                                                          |
| 5-6-2004                                                                 | Copenaghen                                                               | Danimarca                                                                | 1 – 2                                                                    | Croazia                                                                  | Amichevole                                                               | -                                                                        | 46’                                                                      |
| 18-6-2004                                                                | Braga                                                                    | Bulgaria                                                                 | 0 – 2                                                                    | Danimarca                                                                | Euro 2004 - 1º turno                                                     | -                                                                        |                                                                          |
| 22-6-2004                                                                | Porto                                                                    | Danimarca                                                                | 2 – 2                                                                    | Svezia                                                                   | Euro 2004 - 1º turno                                                     | -                                                                        |                                                                          |
| 27-6-2004                                                                | Porto                                                                    | Rep. Ceca                                                                | 3 – 0                                                                    | Danimarca                                                                | Euro 2004 - Quarti di finale                                             | -                                                                        | 77’                                                                      |
| 18-8-2004                                                                | Poznań                                                                   | Polonia                                                                  | 1 – 5                                                                    | Danimarca                                                                | Amichevole                                                               | -                                                                        |                                                                          |
| 4-9-2004                                                                 | Copenaghen                                                               | Danimarca                                                                | 1 – 1                                                                    | Ucraina                                                                  | Qual. Mondiali 2006                                                      | -                                                                        |                                                                          |
| 9-10-2004                                                                | Tirana                                                                   | Albania                                                                  | 0 – 2                                                                    | Danimarca                                                                | Qual. Mondiali 2006                                                      | -                                                                        |                                                                          |
| 13-10-2004                                                               | Copenaghen                                                               | Danimarca                                                                | 1 – 1                                                                    | Turchia                                                                  | Qual. Mondiali 2006                                                      | -                                                                        |                                                                          |
| 17-11-2004                                                               | Tbilisi                                                                  | Georgia                                                                  | 2 – 2                                                                    | Danimarca                                                                | Qual. Mondiali 2006                                                      | -                                                                        | 37’                                                                      |
| 9-2-2005                                                                 | Il Pireo                                                                 | Grecia                                                                   | 2 – 1                                                                    | Danimarca                                                                | Qual. Mondiali 2006                                                      | -                                                                        | 31’                                                                      |
| 30-3-2005                                                                | Kiev                                                                     | Ucraina                                                                  | 1 – 0                                                                    | Danimarca                                                                | Qual. Mondiali 2006                                                      | -                                                                        | 3’                                                                       |
| 2-6-2005                                                                 | Tempere                                                                  | Finlandia                                                                | 0 – 1                                                                    | Danimarca                                                                | Amichevole                                                               | -                                                                        |                                                                          |
| 8-6-2005                                                                 | Copenaghen                                                               | Danimarca                                                                | 3 – 1                                                                    | Albania                                                                  | Qual. Mondiali 2006                                                      | -                                                                        | 60’                                                                      |
| 17-8-2005                                                                | Copenaghen                                                               | Danimarca                                                                | 4 – 1                                                                    | Inghilterra                                                              | Amichevole                                                               | -                                                                        |                                                                          |
| 3-9-2005                                                                 | Istanbul                                                                 | Turchia                                                                  | 2 – 2                                                                    | Danimarca                                                                | Qual. Mondiali 2006                                                      | -                                                                        |                                                                          |
| 7-9-2005                                                                 | Copenaghen                                                               | Danimarca                                                                | 6 – 1                                                                    | Georgia                                                                  | Qual. Mondiali 2006                                                      | -                                                                        |                                                                          |
| 8-10-2005                                                                | Copenaghen                                                               | Danimarca                                                                | 1 – 0                                                                    | Grecia                                                                   | Qual. Mondiali 2006                                                      | -                                                                        | 51’                                                                      |
| 1-3-2006                                                                 | Ramat Gan                                                                | Israele                                                                  | 0 – 2                                                                    | Danimarca                                                                | Amichevole                                                               | -                                                                        | cap. 64’ 69’                                                             |
| 27-5-2006                                                                | Aarhus                                                                   | Danimarca                                                                | 1 – 1                                                                    | Paraguay                                                                 | Amichevole                                                               | -                                                                        | 84’                                                                      |
| 31-5-2006                                                                | Lens                                                                     | Francia                                                                  | 2 – 0                                                                    | Danimarca                                                                | Amichevole                                                               | -                                                                        | 29’                                                                      |
| 16-8-2006                                                                | Odense                                                                   | Danimarca                                                                | 2 – 0                                                                    | Polonia                                                                  | Amichevole                                                               | -                                                                        |                                                                          |
| 1-9-2006                                                                 | Brøndbyvester                                                            | Danimarca                                                                | 4 – 2                                                                    | Portogallo                                                               | Amichevole                                                               | -                                                                        | 62’                                                                      |
| 6-9-2006                                                                 | Reykjavík                                                                | Islanda                                                                  | 0 – 2                                                                    | Danimarca                                                                | Qual. Euro 2008                                                          | -                                                                        | 71’                                                                      |
| Totale                                                                   |                                                                          | Presenze                                                                 | 66                                                                       |                                                                          | Reti                                                                     | 5                                                                        |                                                                          |

## Palmarès
- Campionato scozzese: 1

Celtic: 2006-2007
- Coppa di Scozia: 1

Celtic: 2006-2007